# Sitodiplosis dactylidis
Sitodiplosis dactylidis är en tvåvingeart som beskrevs av Barnes 1940. Sitodiplosis dactylidis ingår i släktet Sitodiplosis och familjen gallmyggor. Inga underarter finns listade i Catalogue of Life.